# 칩과 데일: 다람쥐 구조대
《칩과 데일: 다람쥐 구조대》(영어: Chip 'n Dale: Rescue Rangers)는 2022년 공개된 미국의 실사 애니메이션 영화이다.

## 줄거리
30년 만에 컴백하게 된 《칩과 데일: 다람쥐 구조대》는 예전 디즈니 만화동산의 스타들을 현대 LA로 불러낸다. 이 실사/CG 하이브리드 액션 코미디 애니메이션에서 칩과 데일은 현대 LA의 만화와 인간과 더불어 살고 있는데 그들의 삶은 예전과는 사뭇 다르다. 수십 년 전 그들의 잘나가던 TV시리즈가 종영되면서 칩(존 멀레이니)은 다 내려놓고 보험 세일즈맨으로 교외에서 평범한 생활을 하고 있다. 반면 데일(앤디 샌드버그)은 3D 성형도 받고 왕년의 영광을 되찾고픈 절박한 마음으로 캐릭터 컨벤션에 참여한다. 그러다 예전 시리즈의 동료 하나가 사라지자 칩과 데일은 그 친구를 구하기 위해 깨졌던 우정을 회복하고 다시금 다람쥐 구조대의 수사 활동을 재개해야 하게 된다.

## 출연진

### 영어 성우진
- 존 멀레이니 - 칩 역
  - 메이슨 블롬버그 - 어린 칩 역
- 앤디 샘버그 - 데일 역
  - 줄리엣 도넨펠드 - 어린 데일 역
- 에릭 바나 - 몬터레이 잭 역
- 트레스 맥닐 - 가젯 해크렌치 역
- 데니스 헤이스버트 - 지퍼 역
- 키키 레인 - 엘리 스테클러 역
- 윌 아넷 - 스위트 피트 역
- J. K. 시몬스 - 퍼티 서장
- 팀 로빈슨 - 어글리 소닉 역
- 세스 로건 - 밥 역
- 다본 맥도널드 - 지미 역
- 키건 마이클 키 - 비에른손 역
- 풀라 보르그 - DJ 헤르초겐아우라흐
- 크리스 파넬 - 데이브 볼리나리
- 폴라 압둘 - 본인
- 폴 러드 - 본인
- 메릴 스트립 - 본인
- 빈 디젤 - 본인

### 한국어 성우진
- 엄상현 - 칩 역
  - 최호근 (아역) - 어린 칩 역
- 홍범기 - 데일 역
  - 유석현 (아역) - 어린 데일 역
- 한복현 - 몬터레이 잭 역
- 조경이 - 가젯 해크렌치 역
- 시영준 - 지퍼 역
- 김율 - 엘리 스테클러 역
- 박성태 - 스위트 피트 역
- 홍진욱 - 퍼티 서장
- 김명준 - 어글리 소닉 역
- 박요한 - 밥 역
- 이광수 - 지미 역
- 서문석 - 비에른손 역
- 백승철 - DJ 헤르초겐아우라흐